# Coudanne
Die Coudanne ist ein Fluss in Frankreich, der im Département Eure in der Region Normandie verläuft. Sie entspringt knapp an der zur Schnellstraße ausgebauten Nationalstraße  N154, beim Rastplatz La Mare des Fourches, im Gemeindegebiet von Moisville. Der Fluss entwässert generell in südöstlicher Richtung und mündet nach rund 22 Kilometern im Gemeindegebiet von Saint-Georges-Motel als linker Nebenfluss in die Avre, die ihrerseits etwa einen Kilometer weiter die Eure erreicht.

## Orte am Fluss
(Reihenfolge in Fließrichtung)
- Francheville, Gemeinde Coudres
- Illiers-l’Évêque
- Le Beau Puits, Gemeinde Courdemanche
- Louye
- Aulnay, Gemeinde Muzy
- Motel, Gemeinde Saint-Georges-Motel